# Žofie Terezie z Oettingen-Wallersteinu
Žofie Marie Terezie z Oettingen-Wallersteinu (německy Sophia Maria Theresa Walburga zu Oettingen-Wallerstein; 19. prosince 1751 Wallerstein – 21. května 1836 Vídeň[zdroj?]) byla německá šlechtična z rodu Oettingenů, provdaná z Fürstenbergu-Weitry. Byla babičkou lichtenštejnského knížete Aloise II.

## Život

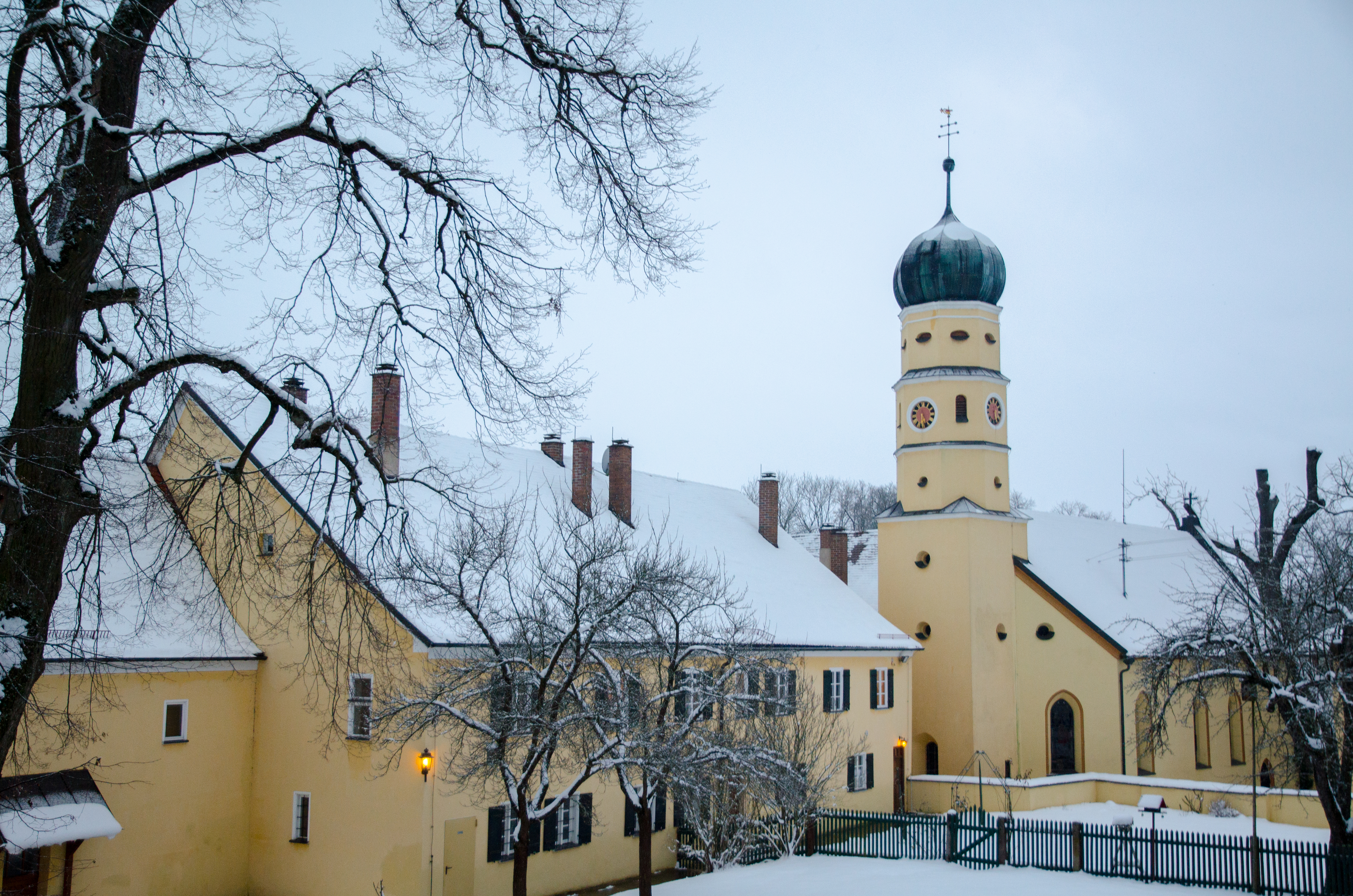
hrad Wallerstein

Žofie a její dvojče Karel Antonín se narodili 19. prosince 1751 ve Wallersteinu jako děti hraběte Filipa Karla z Oettingen-Wallersteinu a jeho manželky Juliany Terezie z Oettingenu - Žofie byla šestým dítětem a druhou dcerou. Bratr-dvojče zemřel tři měsíce po narození. 
Žofie měla starší sestru Eleonoru Marii a bratry Krafta Arnošta a Františka Ludvíka. Postupem času se narodilo dalších sedm synů, z nichž pouze dva dosáhli dospělosti.

### Manželství a potomstvo
Dne 18. dubna 1772 na zámku Wallerstein se 20letá Žofie Terezie provdala za 22letého lankraběte Jáchyma Egona z Fürstenbergu-Weitry. Z jejich manželství se narodilo osm dětí:
- Bedřich Karel (1774–1856) — kníže z Fürstenberka, byl ženatý s Marií Terezií ze Schwarzenbergu, měli deset dětí;
- Filip Karel (1775-1807) — kanovník v kostele sv. Gera v Kolíně nad Rýnem ;
- Josefa Žofie (1776–1848) — manželka knížete Jana I. z Lichtenštejna, měla čtrnáct dětí;
- Karolína Žofie (1777-1846) — manželka knížete Karla Jáchyma z Fürstenberka, neměli potomky;
- Eleonora Žofie (1779–1849) — jeptiška;
- Marie Žofie (1781–1800) — jeptiška v Thornu;
- František Ludvík (1783–1800) zemřel ve věku 17 let;
- Alžběta Marie (1784-1865) — manželka knížete Jana Nepomuka z Trauttmansdorff-Weinsbergu, měli čtyři děti;

Žofie Terezie a Jáchym Egon byli prarodiči panujícího knížete z Lichtenštejna, Aloise II.
Během dvou let byl Oettingen-Wallersteinům udělen titul říšských knížat. V roce 1806 se však knížectví v rámci procesu mediatizace stalo součástí nově vzniklého Bavorského království.
Žofiin manžel byl rytířem Řádu zlatého rouna a zastával vysoké diplomatické funkce u dvora.
Žili spolu více než padesát let až do smrti Jáchyma Egona v roce 1828. Žofie Terezie svého manžela přežilo o osm let, zemřela ve Vídni 21. května 1836.

## Zajímavosti
- Žofiin prastrýc Bedřich Karel ze Schönbornu (1674–1746) byl říšským kancléřem a knížetem-biskupem bamberským, vlastnil významné pozemky v Zakarpatí, kterou v roce 1729 zdědil po svém příbuzném, mohučském arcibiskupovi Lotaru Františkovi ze Schönbornu.